# Djurgårdens IF Fotboll
El Djurgårdens IF Fotboll es un club de fútbol sueco localizado en Estocolmo. El club, formado el 12 de marzo de 1891, actualmente juega en la primera liga sueca, la Allsvenskan. El equipo disputa sus partidos como local en el Tele2 Arena, situado en el distrito Johanneshov de Estocolmo.
Disputa el clásico Derbi de los Gemelos: con el AIK Estocolmo.
El Djurgårdens IF, junto al Malmö FF, han sido los dos equipos dominantes en el fútbol sueco desde 2000. El Djurgårdens acabó segundo en 2001, ganó la Allsvenskan y la Copa Sueca en 2002, la Allsvenskan de nuevo en 2003 y la Copa Sueca de nuevo en 2004 antes de ganar la Allsvenskan por tercera vez desde el 2000 en el año 2005. Durante la Allsvenskan 2013, el club llevó la insignia de Djurgårdsandan en el pecho.
Los hinchas del club, llamados djurgårdare, se encuentran en Estocolmo y toda Suecia. Sin embargo, Östermalm, donde se encuentra el antiguo estadio local del Djurgården, es considerado por algunos como el corazón del club. El Djurgården está afiliado a la Stockholms Fotbollförbund.

## Historia

### Fundación y primeros años (1891-1951)
El Djurgårdens IF fue fundado el 12 de marzo de 1891 por John G. Jansson, entre otros jóvenes de clase trabajadora, en un café en Alberget 4A en Djurgården. El primer campo de fútbol real en Estocolmo fue creado en 1896, y la sección de fútbol del Djurgårdens IF se creó en 1899. El primer partido del club fue en julio de ese mismo año y perdió ante sus vecinos del AIK por 1-2, que se convertirían en sus grandes rivales históricos.

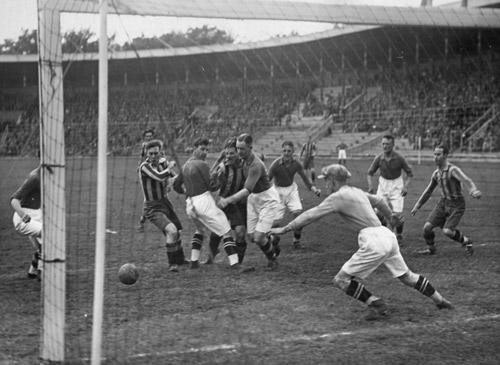
El Djurgården en un partido contra el IK Brage en el Stockholms Stadion en 1930.

El primer logro real del club ocurrió en 1902 cuando el equipo terminó segundo en el torneo Rosenska Pokalen. Apenas dos años más tarde, en 1904, se jugó la primera final del Campeonato Sueco, terminando en una derrota contra el Örgryte IS. El equipo terminó segundo en tres finales más antes de la conquista del primer campeonato en 1912 después de dos empates en los últimos partidos contra Örgryte, y una repetición que Djurgården ganó. El club ganó tres campeonatos suecos más en los primeros años, en 1915 contra Örgryte, 1917 contra AIK y 1920 contra IK Sleipner. Sin embargo, DIF nunca logró ganar Svenska Serien, la mejor liga sueca del período, antes de que la primera gran era del club terminara. Entre 1911 y 1935, Tranebergs Idrottsplats fue la sede del Djurgården. Para los Juegos Olímpicos de 1912 se construyó el Stockholms Stadion, que se convirtió en el estadio permanente de Djurgården en 1936 y en un símbolo del deporte y la arquitectura en Suecia.
El club no se clasificó para la primera estación de la Allsvenskan y alcanzó solamente esa liga dos veces entre 1924 y 1944, siendo relegado directamente de nuevo a la división 2 en sendas ocasiones. El club también jugó tres temporadas en la entonces tercera liga más alta, la División 3, entre 1929 y 1932. A partir de 1944, el club se convirtió en un club estable de Allsvenskan. En 1951, el equipo se convirtió en subcampeón de la Svenska Cupen al perder contra el Malmö FF. Esta fue la primera final de copa del club.

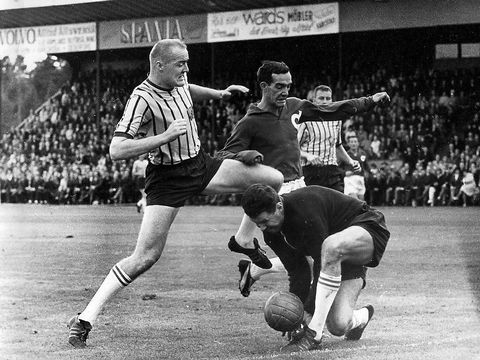
Hans Mild defendiendo el arco ante el jugador del Degerfors IF Tord Grip.

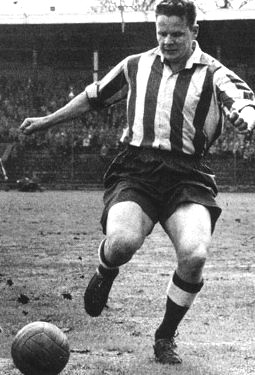
Gösta Sandberg, conocido como "Mr Djurgården".

### Edad dorada del club (1952-1969)
El Djurgårdens vivió una gran época en los años 1950 y 1960, ganando Allsvenskan cuatro veces durante ese período. El quinto campeonato sueco del Djurgården, y el primer campeonato de Allsvenskan, fue conquistado en la temporada 1954-55 bajo la dirección del entrenador sino-británico Frank Soo. En la campaña 1955-56, Djurgården se convirtió en el primer equipo sueco en participar en la Copa de Europa. Superó al Gwardia Warszawa en la primera ronda y avanzó a cuartos de final contra el Hibernian escocés que perdieron por 1-4 en dos partidos.
En 1959, tanto el equipo de fútbol como el equipo de hockey sobre hielo de Djurgårdens IF ganaron sus respectivos campeonatos suecos en los dos deportes más populares de Suecia, un acontecimiento notable. El título de 1959 fue asegurado en el histórico estadio Råsunda, frente a 48 894 espectadores, marcando una asistencia récord para el Djurgården, con un equipo para el recuerdo formado por Sven Tumba, Birger Eklund, Lars Broström, John Eriksson, Hans Karlsson, Gösta Sandberg, Olle Hellström, Stig Gustafsson, Arne Arvidsson, Hans Mild y Sigge Parling..

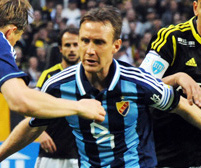
Andreas Johansson en 2013.

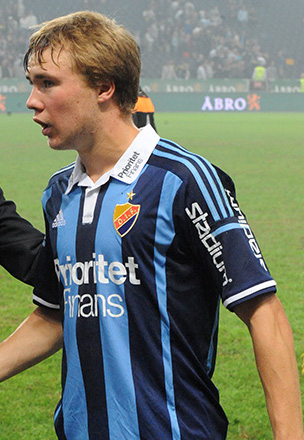
Simon Tibbling

Al año siguiente, en la temporada 1960 el Djurgården terminó 11.º y fue relegado a la División 2. El equipo sólo necesitó un año para regresar a la Allsvenskan. En 1964 y 1966, Djurgården se hizo con su séptimo y octavo campeonato, con 1966 marcando el final de la carrera de Gösta Sandberg. Sandberg jugó 322 partidos de liga para el equipo 1951-66 y anotó 77 goles. Gösta Sandberg es conocido como «Sr. Djurgården» y fue en 1991 llamado «Djurgårdare del siglo». Sandberg también jugó para la sección de bandy y hockey sobre hielo del club. Murió en su camino a casa después de asistir a la Tvillingderbyt –el gran derbi local ante el AIK– en 2006.

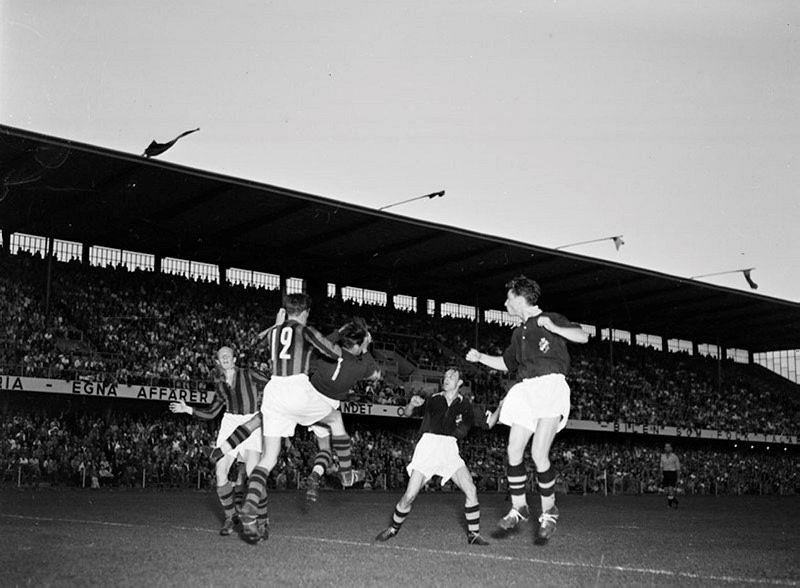
El Tvillingderbyt en la temporada 1950–51.

Es durante esta era que el apodo Järnkaminerna («estufas de hierro») fue establecido, debido al estilo de juego físico de los clubes. El ideal de un jugador de Djurgården fuerte y sin compasión también podría ser rastreado hasta las raíces de la clase obrera de los clubes.

### Años de inestabilidad (1970-1995)
La década de 1970 no vio grandes éxitos para el club; sin embargo, el Djurgården se mantuvo estable en Allsvenskan y tuvo tres terceros puestos y una derrota en la final de Svenska Cupen de 1975 como los mejores resultados. Gary Williams se convirtió en el primer jugador extranjero en el equipo en la temporada de 1977.
La década de 1980 no fue una buena década para el club, ya que fue relegada de Allsvenskan en 1981 y perdió dos play-offs de promoción antes de realizar una visita de un año a primera división en 1986, aunque el DIF regresó dos años más tarde y se quedó en Allsvenskan por cinco temporadas consecutivas, pero no tuvo mayor éxito excepto perder la final del campeonato en 1988. En 1987, Djurgårdens IF Fotboll presentó un déficit de 12 millones de SEK y luego se transformó en un aktiebolag o sociedad limitada. El delantero inglés Teddy Sheringham tuvo un breve período en Djurgården al principio de su carrera, cuando tenía 19 años y fue cedido una temporada en 1985.
En la década de 1990, Djurgården fue relegado de Allsvenskan no menos de tres veces y fue promovido de nuevo dos veces. Durante esta década, el club sufrió grandes problemas económicos y estuvo cerca de la bancarrota. La temporada de 1995 comenzó bien, pero terminó mal; en el último partido en casa del Allsvenskan de 1995, un aficionado, más tarde llamado Terror-Tommy en los medios de comunicación, llegó al terreno de juego y pateó al árbitro Anders Frisk.

### Segunda edad dorada y jóvenes talentos (1999-presente)
A mediados de la temporada de 1999, Zoran Lukic y Sören Åkeby se hicieron cargo del equipo, ganaron el Superettan 2000 inaugural y terminaron en segundo lugar como recién promovidos en el Allsvenskan de 2001. Con un equipo formado por una generación de talentos como Stefan Rehn, Kim Källström, Andreas Johansson y Andreas Isaksson, Djurgården consiguió su primer título en 36 años en la última ronda del Allsvenskan 2002. La primera mitad de la década de 2000 fue una época dorada para el club, con tres campeonatos (2002, 2003 y 2005) y tres victorias en copa (2002, 2004 y 2005). Esto marcó el final de la era dorada para Djurgården, que terminó en el sexto lugar en 2006. El club fue uno de los principales contendientes para el campeonato de la liga en 2007, lo que finalmente llevó a un tercer lugar.
Los resultados bajaron en 2008 y 2009; Djurgården terminó en el puesto 14 en 2009, y tuvo que jugar en un playoff de descenso contra Assyriska Föreningen para permanecer en Allsvenskan. A principios de la década de 2010, Djurgården era un equipo de Allsvenskan en la mitad de la tabla que terminó en el séptimo al undécimo puesto entre 2010 y 2014. Cuando el recién nombrado entrenador Bo Andersson, quien llevó a Djurgården a tres títulos a principios del siglo XXI, regresó en 2014 y se vio obligado a vender a jugadores como Daniel Amartey (quien se convirtió en el defensor más caro jamás vendido por un club de Allsvenskan por unos 25 millones de coronas suecas), Erton Fejzullahu, Christian Sivodedov y Simon Tibbling, que estabilizaron las finanzas.
En enero de 2017, Djurgården vendió al delantero internacional keniano Michael Olunga por una cifra récord del club de 40 millones de SEK, lo que convirtió a las posiciones financieras del club en una de las mejores del país. La transferencia también permitió firmar a la leyenda del club Kim Källström y al ex internacional sueco Jonas Olsson. Ambos jugadores, junto con el regreso del portero Andreas Isaksson, jugaron papeles importantes para que Djurgården terminase en tercer lugar en la Allsvenskan 2017, clasificándose para la segunda ronda de clasificación para la UEFA Europa League 2018–19 por primera vez en diez años. Después de 13 años sin un título, Djurgården ganó la Svenska Cupen (Copa de Suecia) el 10 de mayo de 2018, con 14 goles en la Copa y sin conceder un solo gol.

## Uniforme
El uniforme como local tradicional del club tiene rayas verticales azul cielo y azul oscuro. Los pantalones cortos suelen ser de color azul oscuro pero algunos años han sido blancos.
La firma deportiva del club, Adidas, presenta un nuevo uniforme cada año. Además de Adidas, Djurgården tiene los logotipos de las siguientes compañías visibles en su camisa y pantalones cortos: Prioritet Finans, una compañía de servicios financieros; Stadium, una cadena de venta de artículos deportivos; Erlandsson, una empresa de construcción; ABT Bolagen, otra empresa constructora; Fabricantes de automóviles alemanes Volkswagen; Grupo NRC, un contratista de infraestructura ferroviaria; y los patrocinadores de la liga, Svenska Spel, una empresa de apuestas de propiedad del gobierno (cuyo logotipo está en la manga derecha de las camisetas de todos los equipos de Allsvenskan).
| Periodo   | Firma deportiva | Patrocinador (pecho)        |
| --------- | --------------- | --------------------------- |
| 1976–1979 | Adidas          | Ninguno                     |
| 1980      | Adidas          | MasterCharge                |
| 1981      | Adidas          | Köpkort                     |
| 1982      | Adidas          | Ninguno                     |
| 1983      | Adidas          | Atari                       |
| 1984–1987 | Adidas          | Året Runt                   |
| 1988      | Adidas          | QC Business Card            |
| 1989–1992 | Adidas          | Mita Copiers                |
| 1993      | Adidas          | ICA                         |
| 1994–1996 | Adidas          | Graphium                    |
| 1997      | Adidas          | "Nej till våld och droger!" |
| 1998      | Adidas          | HP                          |
| 1999      | Adidas          | Bewator                     |
| 2000–2004 | Adidas          | Kaffeknappen                |
| 2005–2012 | Adidas          | ICA                         |
| 2013      | Adidas          | Djurgårdsandan              |
| 2014–     | Adidas          | Prioritet Finans            |

## Afición y rivalidades
El Djurgården es uno de los clubes más populares y seguidos del fútbol sueco, y la mayor parte de sus aficionados viven en Estocolmo y los suburbios vecinos. Tradicionalmente, el distrito de Östermalm se considera el baluarte del club. No existe una investigación confiable sobre la propagación de los aficionados del Djurgården, pero una campaña de camiseta de 2015 sugirió que los aficionados se distribuyen de manera bastante uniforme en todo el área de Estocolmo.

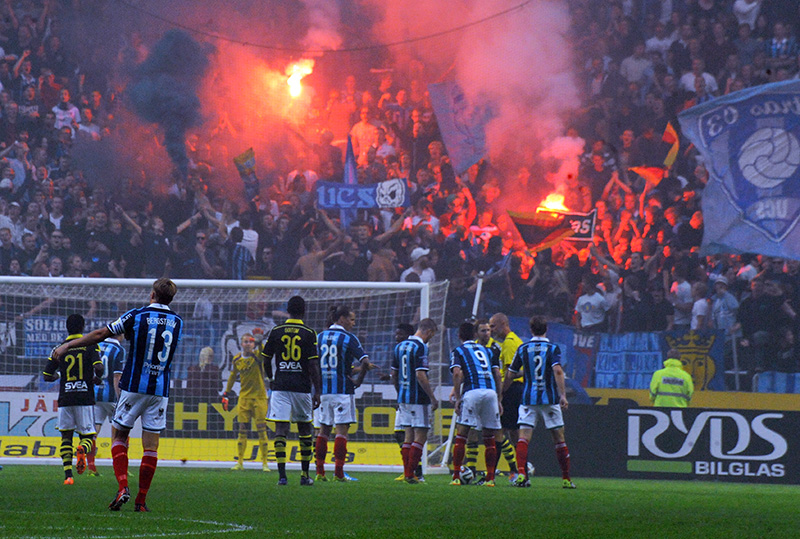
Derbi entre Djurgårdens y AIK en 2014.

Aunque los hinchas del Djurgården se han estado organizando desde finales de la década de 1940, con la fundación del DIF Supporters Club en 1947, en los años setenta surgieron secciones de partidarios que dieron lugar a un nuevo club de seguidores que se fundó en 1981, llamado Blue Saints. El club de aficionados más tarde cambió su nombre en 1997 a Järnkaminerna (literalmente, «estufas de hierro») ya que el nombre antiguo se percibió como asociado con la violencia. Järnkaminerna es el grupo de seguidores oficiales de Djurgården con una membresía de unos pocos miles.
Los años 2000 vieron la aparición y creación de grupos ultras independientes. El grupo ultra activo más antiguo es Ultra Caos Stockholm, formado en 2003 e influenciado en gran parte por la cultura de apoyo del sur de Europa.
El gran e histórico rival del Djurgården es el AIK debido a varias razones. Djurgårdens IF y AIK fueron fundados en 1891, con sólo tres semanas de diferencia. Debido a esto, los partidos entre los equipos se llaman Tvillingderbyt (lit. «derbi de los gemelos»). Ambos equipos fueron fundados en el centro de la ciudad de Estocolmo. Los partidos entre los dos equipos son muy populares y atraen grandes asistencias de público. También son históricamente los clubes más grandes y exitosos de Estocolmo, con once campeonatos suecos cada uno.
El Hammarby IF es el otro rival principal, principalmente debido a la proximidad geográfica con Djurgården que proviene de la parte noreste de Estocolmo y Hammarby de la parte sur de la ciudad. Desde 2013, los dos equipos comparten el mismo terreno: Tele2 Arena.

## Estadio

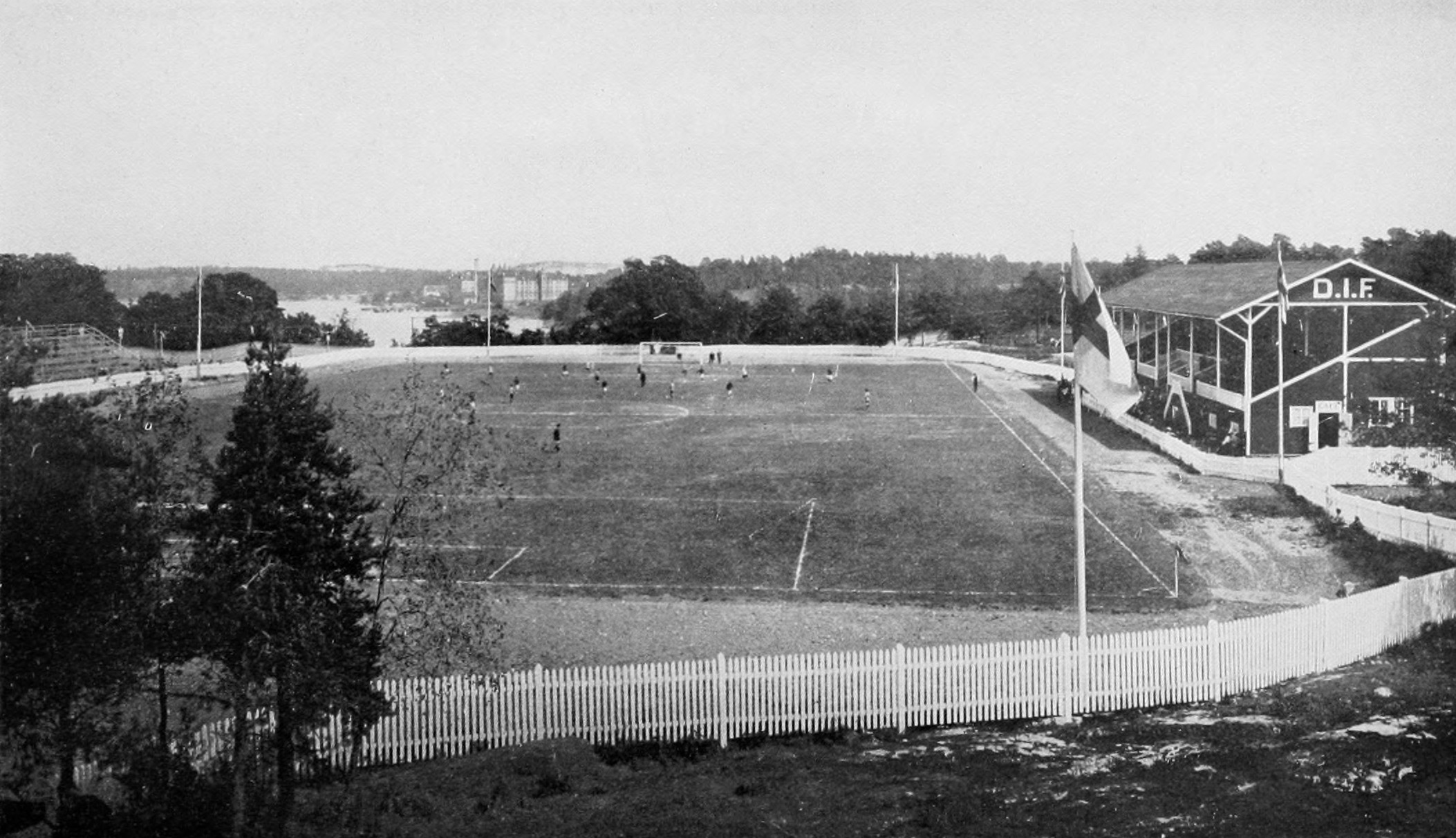
Tranebergs IP (1911–1936)

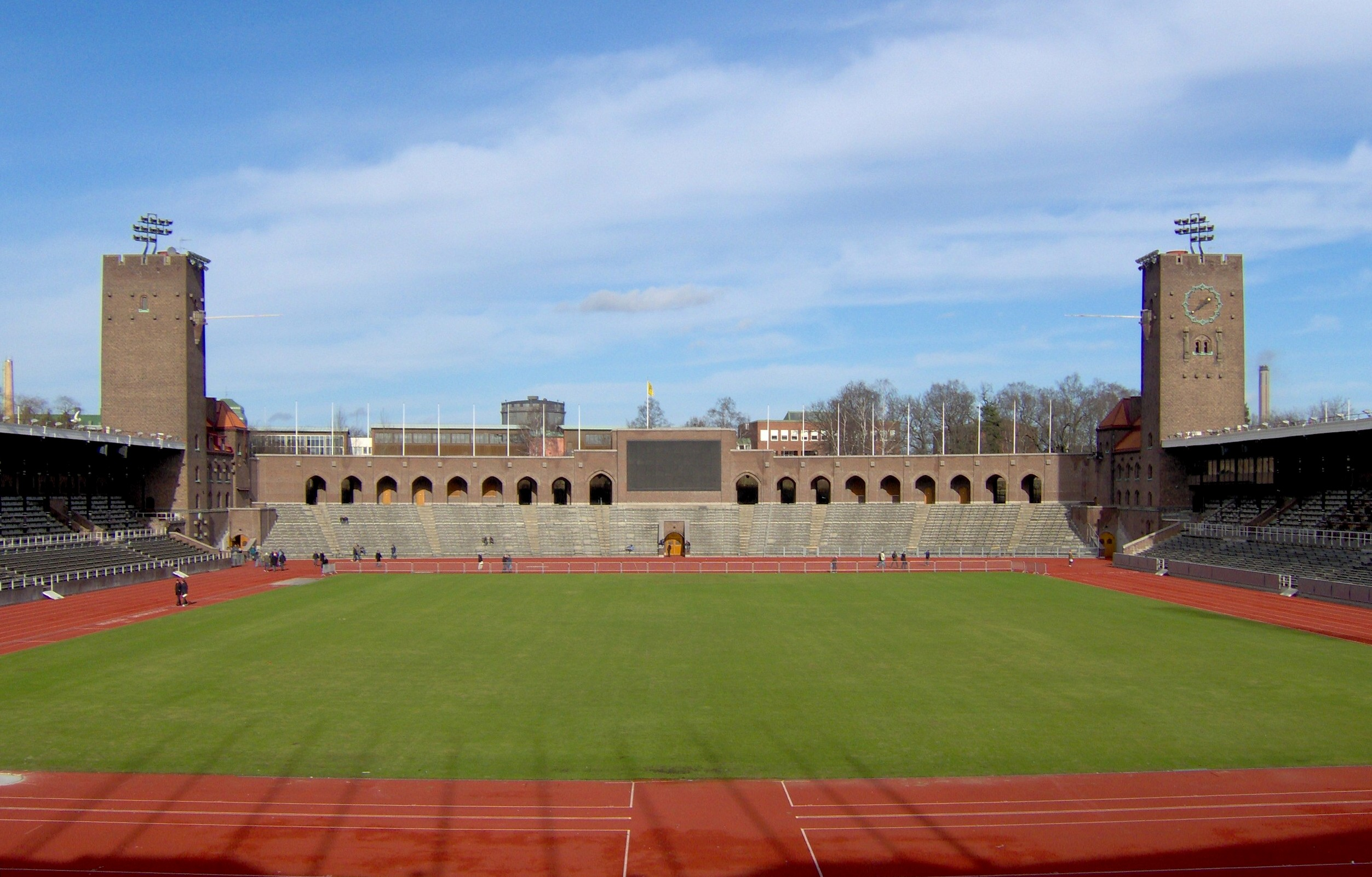
Stockholms Stadion (1936–2013)

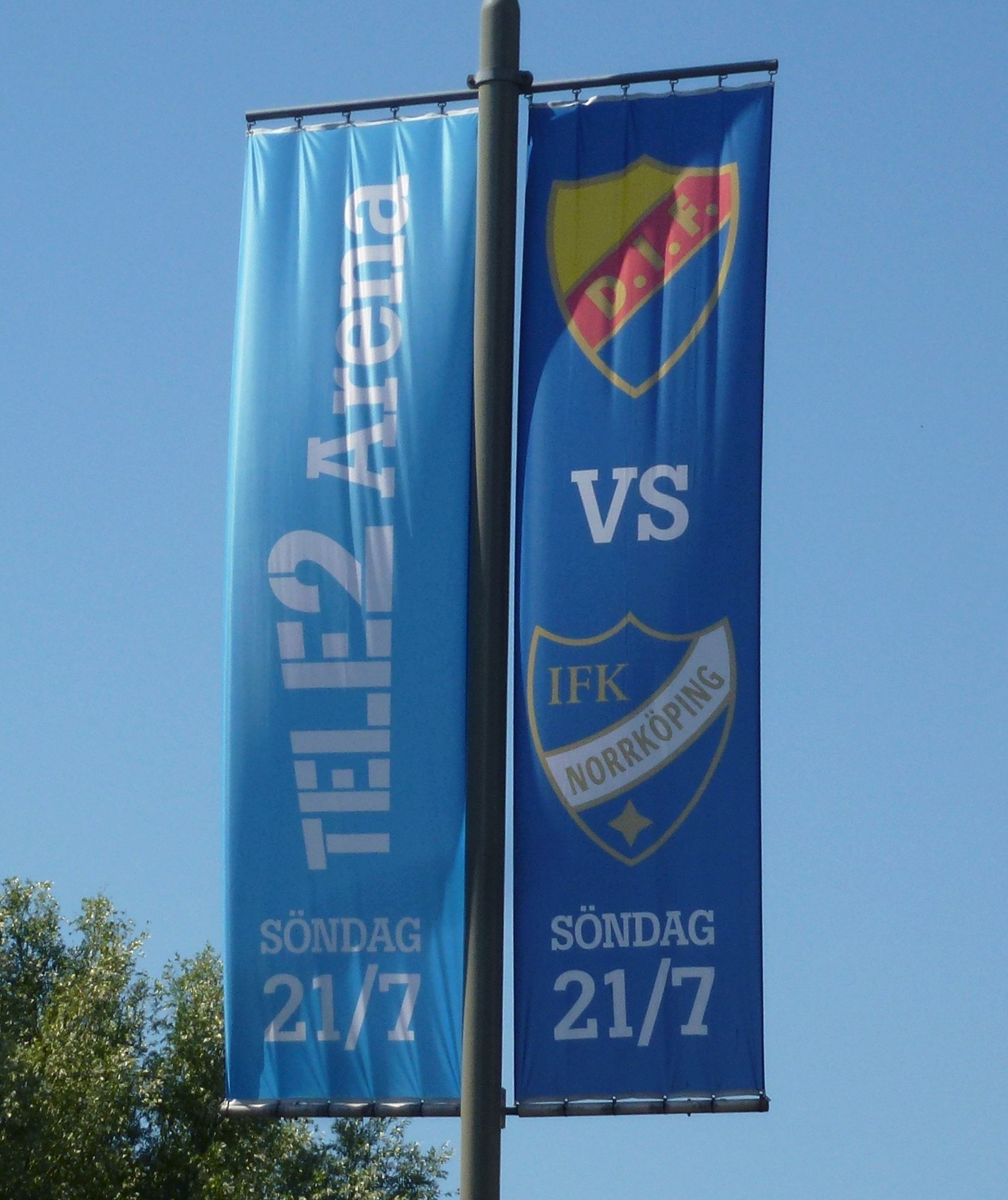
Banderas en el Tele2 Arena que anuncian el debut del Djurgårdens en el nuevo estadio el 21 de julio de 2013.

El estadio principal del Djurgården desde 2013 es el Tele2 Arena. El primer partido del club en el nuevo estadio fue la derrota 1-2 ante el IFK Norrköping el 21 de julio de 2013, con una asistencia de 27 798 personas, que también cuenta con la asistencia récord de Djurgården en el estadio.
Entre 1936 y 2013, el estadio principal de Djurgården fue el Estadio Olímpico de Estocolmo, donde se jugó la liga nacional y los juegos de copa. El estadio secundario fue el Estadio Råsunda, donde se jugaron derbis de Estocolmo contra AIK y Hammarby IF. El antiguo Estadio Olímpico, construido en 1912, no cumplía con los requisitos del estadio de la UEFA y, por lo tanto, los partidos de competiciones europeas también se jugaron en Råsunda. La asistencia récord del club en el Estadio Olímpico es de al menos 21 995 contra AIK el 16 de agosto de 1946. La asistencia récord de Djurgården en Råsunda es de 48 894 contra IFK Göteborg el 11 de octubre de 1959.
El primer estadio del club fue Stockholms idrottspark, donde el club jugó desde 1899, cuando se fundó el departamento de fútbol hasta 1906, cuando el club se mudó a Östermalms IP. Djurgården no se quedó mucho tiempo en Östermalm, en agosto de 1910 el club firmó un contrato de 25 años con el Ayuntamiento de Estocolmo para disponer de un área en Traneberg, un distrito al oeste del centro de la ciudad, para construir un estadio. Tranebergs Idrottsplats se terminó en octubre de 1911 y fue inaugurado por el príncipe heredero Gustavo Adolfo. El contrato expiró en 1935, y el Ayuntamiento tenía la intención de construir un área residencial donde se ubicaba el estadio. Djurgården se trasladó al Estadio Olímpico de Estocolmo en 1936, donde el club había jugado anteriormente en varias ocasiones desde que se terminó en 1912.
La última mitad de la década de 1940 vio un aumento significativo en la asistencia, lo que llevó al club a jugar algunos juegos en el más grande y moderno Estadio Råsunda. A medida que Djurgården subía en la tabla de la liga a principios de la década de 1950, todos los partidos se jugaron en Råsunda, estadio que acogió la final de la Copa Mundial de Fútbol de 1958. El final de la década de 1960 vio un regreso al Estadio Olímpico, y pronto todos los partidos se jugaron allí, con la excepción de los derbis.
Los logros del club a principios de la década de 2000 atrajeron grandes asistencias con Djurgården para planificar un nuevo estadio. El viejo Estadio Olímpico de 1912 también carecía de instalaciones modernas y asientos individuales. Junto con las promesas políticas de 2006, Djurgården buscó una renovación del Estadio Olímpico de Estocolmo y luego un estadio completamente nuevo en Östermalm. Estos planes se abandonaron en diciembre de 2011 debido a que los costos de construcción superaron las capacidades financieras del club. Los nuevos requisitos de los estadios de la Asociación Sueca de Fútbol tampoco permitieron que Djurgården jugase en el Estadio Olímpico después de 2013. Por lo tanto, la junta del club tomó la decisión de mudarse a Tele2 Arena para la temporada 2013.

## Entrenadores
No se sabe con exactitud quién fue el entrenador del club hasta 1922, pero puede que hubiera estado Birger Möller a cargo del equipo en las primeras décadas.
| Años      | Entrenador                    |
| --------- | ----------------------------- |
| 1922      | John Smith Maconnachie        |
| 1923–1929 | Bertil Nordenskjöld           |
| 1929–1932 | Samuel Lindqvist              |
| 1932–1934 | Rudolf Kock Samuel Lindqvist  |
| 1935–1944 | Einar Svensson                |
| 1944–1950 | Per Kaufeldt                  |
| 1950–1954 | David Astley                  |
| 1954–1955 | Frank Soo                     |
| 1955–1957 | Kjell Cronqvist               |
| 1957–1959 | Lajos Szendrődi               |
| 1959      | Birger Sandberg Knut Hallberg |
| 1960      | George Raynor                 |
| 1960–1963 | Walter Probst                 |
| 1964–1966 | Torsten Lindberg              |
| 1967–1971 | Gösta Sandberg                |
| 1972–1974 | Antonio Durán                 |
| 1975–1978 | Bengt Persson                 |
| 1979      | Alan Ball, Sr.                |
| 1979      | Gösta Sandberg Lars Arnesson  |
| 1980–1981 | Arve Mokkelbost               |
| 1982–1984 | Hans Backe                    |
| 1985–1986 | Björn Westerberg              |
| 1987–1989 | Tommy Söderberg               |
| 1990–1991 | Lennart Wass                  |

| Años      | Entrenador                                                   |
| --------- | ------------------------------------------------------------ |
| 1992      | Thomas Lundin                                                |
| 1993      | Bo Petersson                                                 |
| 1994–1996 | Anders Grönhagen                                             |
| 1997      | Roger Lundin                                                 |
| 1998–1999 | Michael Andersson                                            |
| 1999–2003 | Zoran Lukić Sören Åkeby                                      |
| 2004      | Zoran Lukić                                                  |
| 2004–2006 | Kjell Jonevret                                               |
| 2006      | Anders Grönhagen                                             |
| 2007–2008 | Siggi Jónsson                                                |
| 2009      | Andrée Jeglertz Zoran Lukić                                  |
| 2009      | Rognvald Tryggvasson                                         |
| 2010–2011 | Lennart Wass Carlos Banda                                    |
| 2012–2013 | Magnus Pehrsson Carlos Banda                                 |
| 2012–2013 | Magnus Pehrsson                                              |
| 2013      | Anders Johansson (provisional) Martin Sundgren (provisional) |
| 2013      | Per-Mathias Høgmo                                            |
| 2014–2016 | Per Olsson                                                   |
| 2016      | Mark Dempsey                                                 |
| 2016–     | Özcan Melkemichel                                            |

## Palmarés
| Torneos nacionales                  | Títulos                                        | Subcampeonatos                                 |
| ----------------------------------- | ---------------------------------------------- | ---------------------------------------------- |
| Allsvenskan (8/3)                   | 1955, 1959, 1964, 1966, 2002, 2003, 2005, 2019 | 1962, 1967, 1988, 2001                         |
| Copa de Suecia (5/5)                | 1990, 2002, 2004, 2005, 2018                   | 1951, 1975, 1988-1989, 2013, 2024              |
| Campeonato amateur de Suecia (4)    | 1912, 1915, 1917, 1920                         |                                                |
| Copa master amateur de Suecia (4/7) | 1912, 1915, 1917, 1920                         | 1902, 1904, 1906, 1909, 1910, 1913, 1916, 1919 |
| Supercopa amateur de Suecia (4/3)   | 1907, 1910, 1913, 1915                         | 1908, 1914, 1916                               |
| Copa Corintio (1/2)                 | 1910                                           | 1908 y 1911                                    |
| Copa amateur de Suecia (0/1)        |                                                | 1912                                           |

| Torneos internacionales | Títulos | Subcampeonatos |
| ----------------------- | ------- | -------------- |
| Copa Nórdica (0/1)      |         | 1962 (récord)  |

## Participación en competiciones de la UEFA
| Temporada | Torneo                        | Ronda             | Club               | Casa | Visita | Global   |
| --------- | ----------------------------- | ----------------- | ------------------ | ---- | ------ | -------- |
| 1955–56   | European Cup                  | 1                 | Gwardia Warsaw     | 0–0  | 4–1    | 4–1      |
| 1955–56   | European Cup                  | 1/4               | Hibernian          | 1–3  | 0–1    | 1–4      |
| 1964–65   | Inter-Cities Fairs Cup        | 1                 | Manchester United  | 1–1  | 1–6    | 2–7      |
| 1965–66   | European Cup                  | Preliminar        | PFC Levski Sofia   | 2–1  | 0–6    | 2–7      |
| 1966–67   | Inter-Cities Fairs Cup        | 1                 | Lokomotive Leipzig | 1–3  | 1–2    | 2–5      |
| 1967–68   | European Cup                  | 1                 | Górnik Zabrze      | 0–1  | 0–3    | 0–4      |
| 1971–72   | UEFA Cup                      | 1                 | OFK Beograd        | 2–2  | 1–4    | 3–6      |
| 1974–75   | UEFA Cup                      | 1                 | IK Start           | 5–0  | 2–1    | 7–1      |
| 1974–75   | UEFA Cup                      | 2                 | FK Dukla Prague    | 0–2  | 1–3    | 1–5      |
| 1975–76   | UEFA Cup Winners' Cup         | 1                 | Wrexham            | 1–1  | 1–2    | 2–3      |
| 1976–77   | UEFA Cup                      | 1                 | Feyenoord          | 2–1  | 0–3    | 2–4      |
| 1989–90   | UEFA Cup Winners' Cup         | 1                 | Union Luxembourg   | 5–0  | 0–0    | 5–0      |
| 1989–90   | UEFA Cup Winners' Cup         | 2                 | Real Valladolid    | 2–2  | 0–2    | 2–4      |
| 1990–91   | UEFA Cup Winners' Cup         | 1                 | Fram               | 1–1  | 0–3    | 1–4      |
| 1996      | Intertoto Cup                 | Grupo 2           | LASK Linz          | —    | 0–2    | 3° Lugar |
| 1996      | Intertoto Cup                 | Grupo 2           | Apollon Limassol   | 8–0  | —      | 3° Lugar |
| 1996      | Intertoto Cup                 | Grupo 2           | Werder Bremen      | —    | 2–3    | 3° Lugar |
| 1996      | Intertoto Cup                 | Grupo 2           | B68 Toftir         | 5–1  | —      | 3° Lugar |
| 2002–03   | UEFA Cup                      | Clasificatoria    | Shamrock Rovers    | 2–0  | 3–1    | 5–1      |
| 2002–03   | UEFA Cup                      | 1                 | F.C. Copenhagen    | 3–1  | 0–0    | 3–1      |
| 2002–03   | UEFA Cup                      | 2                 | Bordeaux           | 0–1  | 1–2    | 1–3      |
| 2003–04   | UEFA Champions League         | 2° Clasificatoria | Partizan           | 2–2  | 1–1    | 3–3 (a)  |
| 2004–05   | UEFA Champions League         | 2° Clasificatoria | FBK Kaunas         | 0–0  | 2–0    | 2–0      |
| 2004–05   | UEFA Champions League         | 3° Clasificatoria | Juventus F.C.      | 1–4  | 2–2    | 3–6      |
| 2004–05   | UEFA Cup                      | 1                 | FC Utrecht         | 3–0  | 0–4    | 3–4      |
| 2005–06   | UEFA Cup                      | 2° Clasificatoria | Cork City          | 1–1  | 0–0    | 1–1      |
| 2006–07   | UEFA Champions League         | 2° Clasificatoria | MFK Ružomberok     | 1–0  | 1–3    | 2–3      |
| 2008–09   | UEFA Cup                      | 1° Clasificatoria | Flora              | 0–0  | 2–2    | 2–2      |
| 2008–09   | UEFA Cup                      | 2° Clasificatoria | Rosenborg          | 2–1  | 0–5    | 2–6      |
| 2018–19   | UEFA Europa League            | 2° Clasificatoria | FC Mariupol        | 1–1  | 1–2    | 2–3      |
| 2020–21   | UEFA Champions League         | 1° Clasificatoria | Ferencvaros        | 0–2  | 0–2    | 0–2      |
| 2020–21   | UEFA Europa League            | 2° Clasificatoria | Europa FC          | 2–1  | 2–1    | 2–1      |
| 2020–21   | UEFA Europa League            | 3° Clasificatoria | CFR Cluj           | 0–1  | 0–1    | 0–1      |
| 2022–23   | UEFA Europa Conference League | 2° Clasificatoria | HNK Rijeka         | 2–0  | 2–1    | 4–1      |
| 2022–23   | UEFA Europa Conference League | 3° Clasificatoria | Sepsi OSK          | 3–1  | 3–1    | 6–2      |
| 2022–23   | UEFA Europa Conference League | Playoff           | APOEL FC           | 3–0  | 2–3    | 1° Lugar |
| 2022–23   | UEFA Europa Conference League | Grupo F           | Gent               | 4–2  | 1–0    | 1° Lugar |
| 2022–23   | UEFA Europa Conference League | Grupo F           | Molde              | 3–2  | 3–2    | 1° Lugar |
| 2022–23   | UEFA Europa Conference League | Grupo F           | Shamrock Rovers    | 1–0  | 0–0    | 1–0      |
| 2022–23   | UEFA Europa Conference League | R16               | Lech Poznań        | 0–3  | 0–2    | 0–5      |
| 2023–24   | UEFA Europa Conference League | 2° Clasificatoria | Luzern             | 1–2  | 1-1    | 2-3      |

## Acontecimientos importantes
- Victoria, Allsvenskan: 9-1 contra el Hammarby IF, 13 de agosto de 1990.
- Derrota, Allsvenskan: 1-11 contra el IFK Norrköping, 14 de octubre de 1945.
- Mayor asistencia, Råsunda: 48.894 contra el IFK Göteborg, 11 de octubre de 1959.
- Mayor asistencia, Stockholms Olympiastadion: 21.995 contra el AIK, 16 de agosto de 1946.
- Mayor número de apariciones, Allsvenskan: 312, Sven Lindman 1965-1980.
- Mayor número de goles, Allsvenskan: 70, Gösta 'Knivsta' Sandberg 1951-1966.